# Ibrahima Thiam
Ibrahima Thiam-Iyane (Dakar, 20 agosto 1981) è un ex calciatore senegalese, di ruolo attaccante.

## Carriera

### Club
Thiam giocò nel Dakar, prima di passare ai tedeschi dei Kickers Emden e ai bulgari del Dobrudzha. Fu poi messo sotto contratto dai norvegesi dello Strømsgodset. Esordì per questi ultimi il 29 agosto 2004, sostituendo Boureima Ouattara nel pareggio a reti inviolate in casa del Moss. Il 26 settembre siglò l'unica rete in campionato, nella vittoria per 4-2 sul Tromsdalen.
Si trasferì poi in Belgio, per giocare nel Verbroedering Geel, nel Tubize, nel Namur e nel Visé. Seguì un'esperienza in Irlanda, al Drogheda United, prima di far ritorno al calcio belga, nel Turnhout e nel Roeselare. Successivamente, fu in forza allo Honvéd.

### Nazionale
Conta 10 presenze  per il Senegal  .